# Historia de Vigo
La historia de Vigo abarca las diferentes épocas en que la actual ciudad estuvo poblada, desde los primeros asentamientos hasta la actualidad.

## Prehistoria
Vigo y su comarca estuvieron poblados desde tiempos antiguos, Hasta el momento no se ha localizado ningún asentamiento paleolítico, aunque se han encontrado piezas que se remontan a la Edad de Piedra, son un medio centenar de útiles tallados en cuarzo. La mayor parte de estas piezas prehistóricas se encuentran en la colección del Museo Municipal de Castrelos.

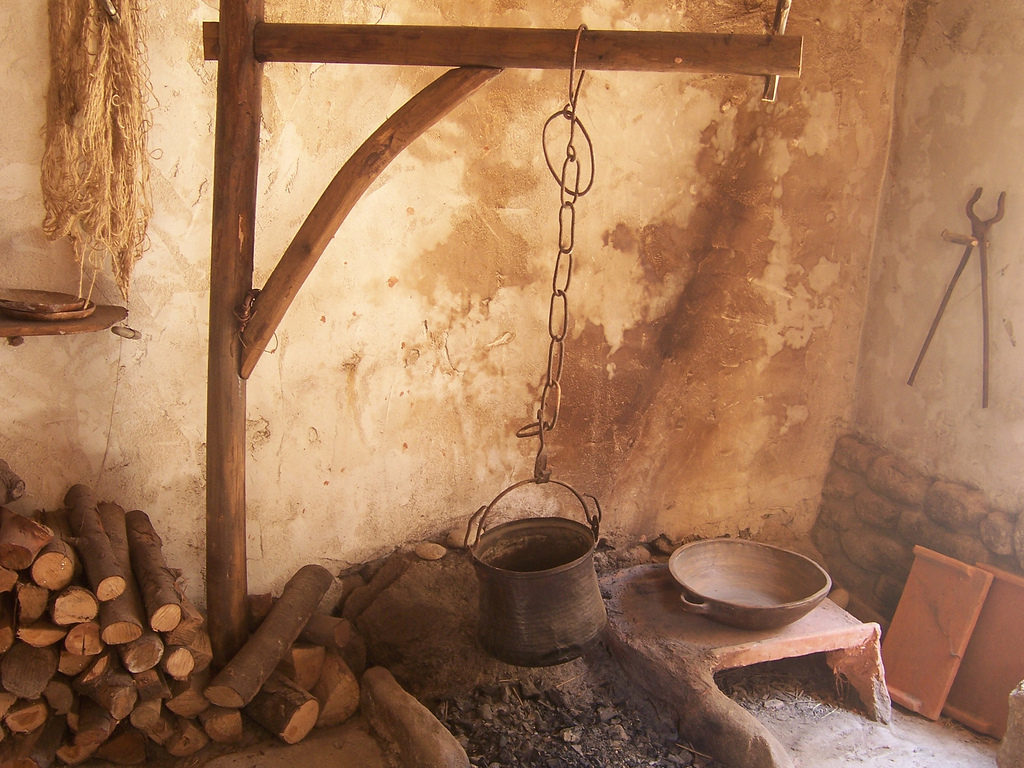
Interior de vivienda reproducida en el Museo del Castro.

Por lo que se refiere a las manifestaciones culturales del Neolítico, hay que apuntar el descubrimiento de diversos útiles de mano. En este período prolifera la construcción de estructuras funerarias de la cultura megalítica. Se trata de monumentos funerarios, que datan entre el 3000 el 1800 a. C. denominados túmulos.  Se conoce la existencia de treinta y siete túmulos, situados en la cadena montañosa del perímetro municipal y hay constancia de la existencia de algunos más ya desaparecidos.
En los primeros tiempos de la metalurgia, durante la transición del III al II milenio a. C. hay un numeroso conjunto de petroglifos con representaciones de motivos geométricos, armas y fauna. Diversos útiles cerámicos, armas de bronce y los grabados rupestres nos indican la pervivencia de la ocupación humana en la llamada Edad de Bronce, que data entre el 1900 y el 800 a. C.
La cultura castreña, que abarca toda la Edad de hierro, se desenvuelve en Galicia desde el siglo VIII a. C. hasta el fin del I d. C., ya en plena época romana. Esta cultura dejó en Vigo importantes huellas, como la existencia de 26 castros catalogados. Este dato lleva a pensar que en esta época Vigo tuvo una de las mayores densidades de población de toda Galicia. El mayor de estos poblados era el situado al principio del monte del Castro. Sus habitantes vivían de la agricultura, actividad que complementaban con la caza y la pesca. Eran una población hábil en la forja del hierro y el tallado de la piedra.

## Época romana
En Vigo, el proceso de romanización fue muy intenso en la ciudad. Las evidencias arqueológicas indican una importante actividad portuaria y comercial en el litoral vigués desde el siglo II a. C., desenvolviéndose un progresivo proceso de romanización, consolidado durante el siglo I d. C., una vez conquistado el territorio y establecida la paz romana.
El proceso de romanización duró cerca de seiscientos años de los que quedaron relevantes vestigios investigados en numerosas excavaciones arqueológicas: villas (villae), esparcidas por todo el litoral (Alcabre, Toralla…), restos de instalaciones portuarias, calles, instalaciones industriales (salinas y factorías de salazón), necrópolis, restos hundidos, además de una intensa romanización de los poblados castreños del término municipal.
Recientes intervenciones arqueológicas en la zona del Arenal y en el Casco Viejo pusieron de manifiesto la posible existencia, por lo menos entre los siglos III y VI d. C., de un importante asentamiento, el Vicus romano.

## Edad Media
La información disponible sobre esta época es muy escasa, especialmente durante la Alta Edad Media. Fue un período en que las incursiones germánicas y los ataques piratas procedentes del norte de Europa hicieron que la población se desplazara al interior buscando mayor seguridad.
Con la propagación del cristianismo, durante la Edad Media la Iglesia dominó la sociedad gallega. Vigo dependió durante mucho tiempo del Monasterio de Santa María de Melón (Orense).
Existe constancia documental desde el año 1024 de una cita en la iglesia de Bembrive y, posteriormente, de otras quince iglesias románicas en el actual término municipal, en donde se demuestra un importante asentamiento de la zona durante los siglos XI, XII y XIII, con localizaciones similares a las de las parroquias viguesas actuales. Del período medieval solo quedan tres iglesias: Santiago de Bembrive, San Salvador de Coruxo y [Santa María de Castrelos, esta última con interesantes pinturas murales de la época renacentista. De la Edad Media también perviven dos puentes en Sárdoma y Fragoso y restos románicos en la hermita del Freixo en Valladares y en las iglesias barrocas de Sárdoma y Santa Cristina de Lavadores.
A partir del siglo XII Vigo comienza recuperar población, pero sigue estando sometida a un estricto control del poder eclesiástico y de los señores feudales. La parroquia de Santiago de Vigo es la más importante de la villa. La Corona le otorga a la villa de Bayona la facultad de poder comerciar por mar con otras ciudades y se convirtió en la principal competencia de Vigo, limitando su desenvolvimiento económico. Fue por esta época cuando Martín Codax compuso sus hermosas cantigas de amigo.
La época medieval corresponde el primero texto conocido en el que aparece mención de Vigo. Está redactado en latín, y se trata de un pleito, una disputa entre vecinos.

## DelsigloXValXVIII
A pesar de los habituales ataques de los corsarios, la villa de Vigo fue creciendo durante a Edad Moderna. Consiguió importancia la actividad artesanal y el comercio pesquero, siendo el gremio más relevante el de mareantes. Algunos documentos reflejan en esta época la importancia que tenía la pesca de la sardina. En 1573 se firmó la primera ordenanza que regulaba la pesca en la Ría de Vigo.
En 1587 La villa contaba con 868 vecinos, pero Las epidemias de la peste y los ataques piratas limitaron el crecimiento demográfico. Los armadores vigueses organizaron la defensa de la ría, repeliendo en 1589 el ataque de una armada inglesa dirigida por Francis Drake (que ya había atacado la ciudad en 1585) y consiguieron de la corona española la patente de corso para saquear los barcos comerciales enemigos. Ante las sucesivas acometidas (como la de los piratas argelinos en 1617), y en tiempos de guerra con Portugal, se construye una muralla en 1665. Y así es como se comienza a configurar la morfología de la ciudad. La muralla contaba con seis puertas de acceso: Puerta del Placer, Puerta del Sol, Puerta da Gamboa, Puerta da Laxe, Puerta da Ribeira y la Puerta de Falperra. La muralla estaba protegida por once baluartes y baterías artilleras.

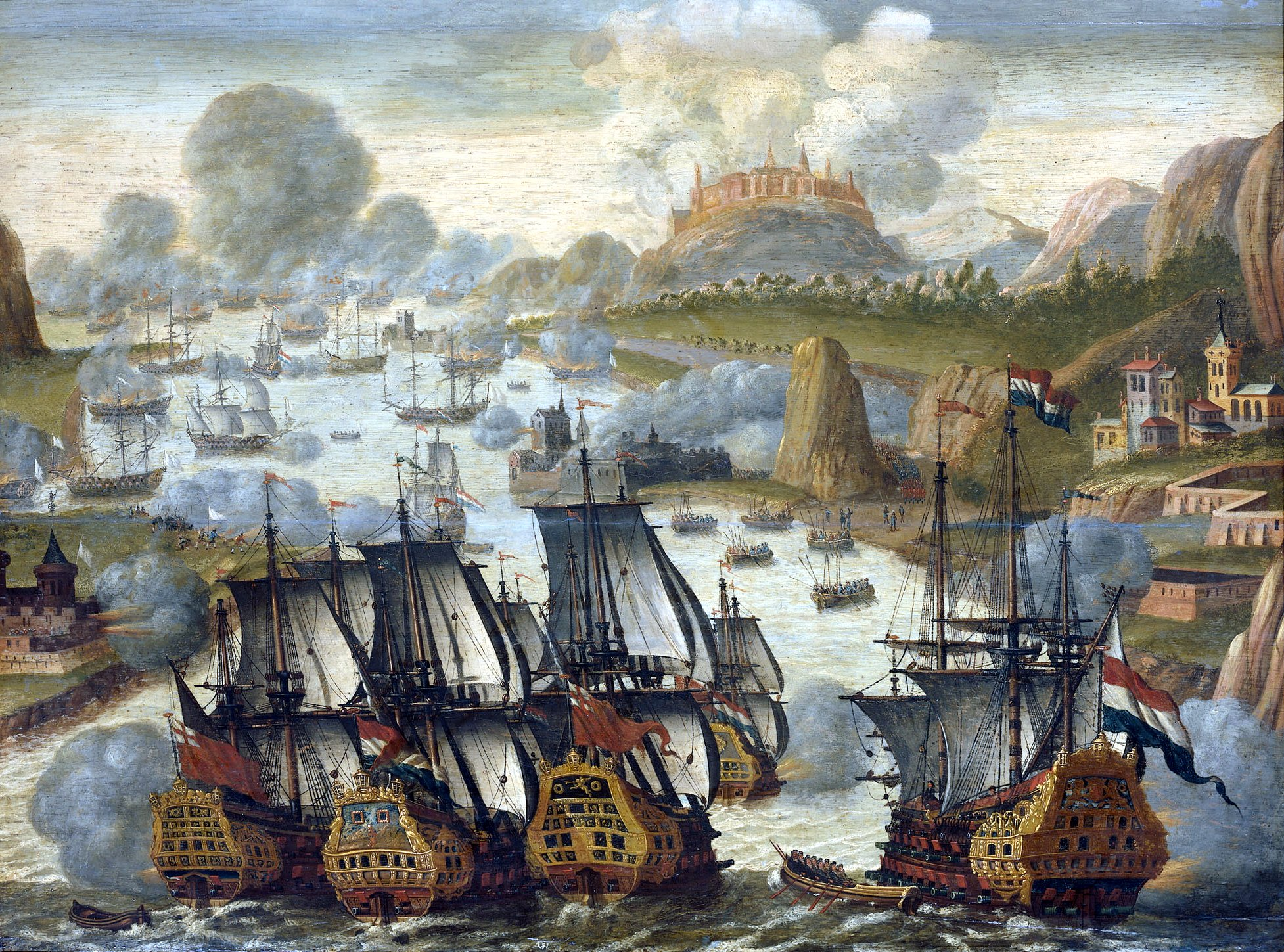
Batalla de Rande.

En 1702 se produce la batalla de Rande. Las flotas aliadas de Inglaterra y de Holanda entraron en la ría para atacar a la Flota de Plata de España y los barcos de guerra de Francia aliados que la escoltaban. Esta importante flota, cargada de riquezas procedentes de América, fue destruida después de una encarnizada batalla en mar y en tierra. Aún quedan restos de este episodio bélico en los fondos marinos de la ría de Vigo.
En 1760 se asienta en la ciudad Buenaventura Marcó del Pont, un joven emprendedor catalán que desarrolla una serie de negocios exitosos basados en la salazón de pescado, las conservas, y el comercio. Su éxito atrajo a cerca de 200 familias catalanas de comerciantes e industriales que se asentaron en la ciudad, lo que supuso una pequeña revolución económica. Proliferaron las fábricas de salazón, jabón y productos de cuero y lino. La prosperidad de los burgueses catalanes produjo cierta suspicacia por parte de la población local, que en algunas ocasiones puntuales destruyeron sus negocios.
En 1778 el rey Carlos III de España rompe con el monopolio de los puertos españoles autorizados a comerciar con América y Vigo comenzó a beneficiarse del tráfico marítimo cara al Nuevo Mundo. Por esta época la villa estaba completamente cerrada con una muralla, que se comenzara a construir con motivo de la Guerra de Restauración de Portugal (1640-1668), ante el temor de una invasión portuguesa. Cerca del mar estaba el bastión de Laxe. En el lado opuesto se encontraba el castillo de San Sebastián. 

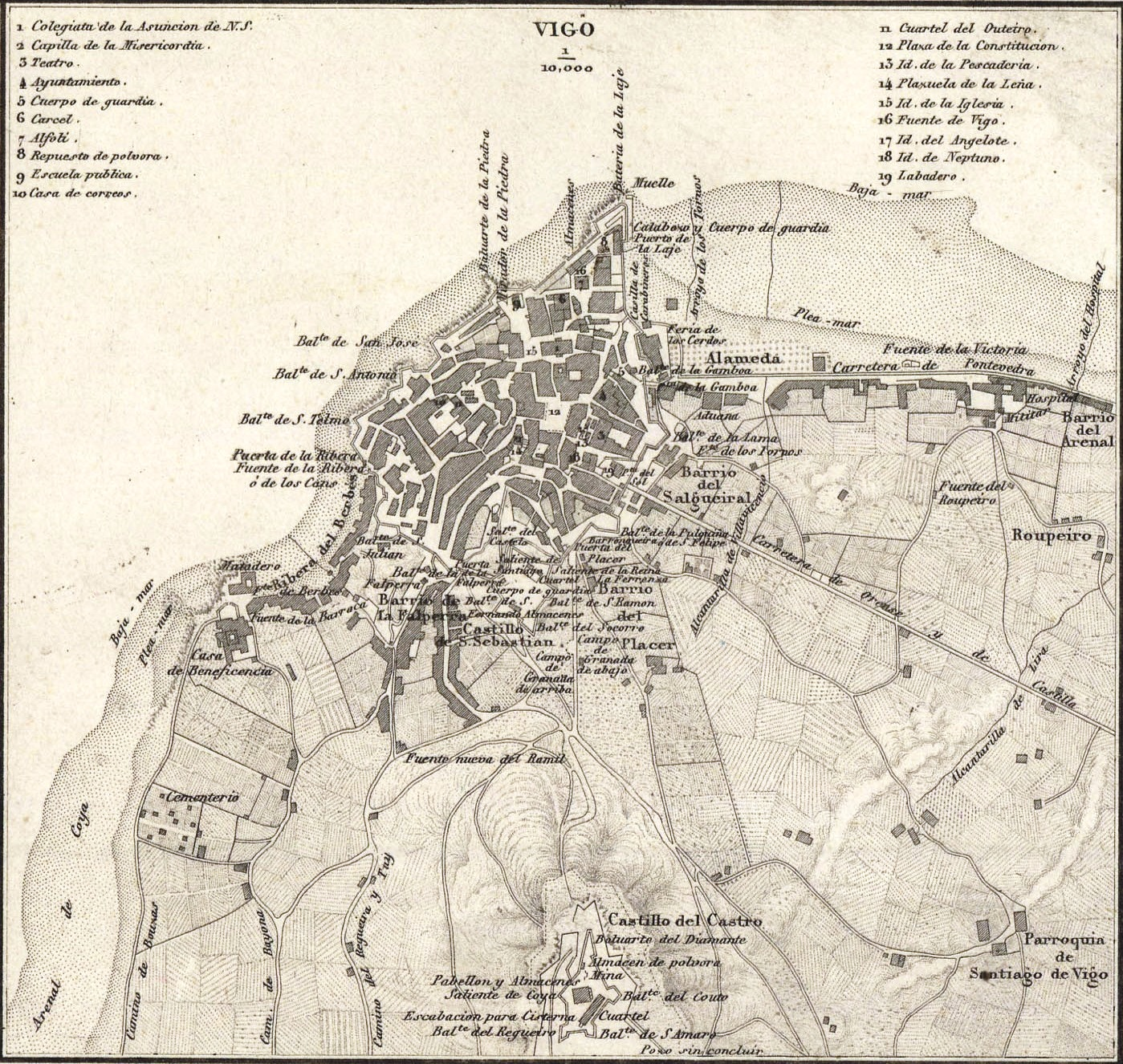
Vigo en 1856, por Francisco Coello.

## sigloXIX
Como otros muchos lugares de España, Vigo fue ocupado por el ejército francés de Napoleón Bonaparte en 1809. La resistencia popular a esta invasión provocó un levantamiento dirigido por los militares Pablo Morillo y Bernardo González del Valle Cachamuíña que terminó con un asalto a las murallas y con la expulsión del ejército napoleónico. Este episodio, conocido como Reconquista de Vigo, motivó la concesión a Vigo del título de ciudad Fiel, Leal y Valerosa.
El nombre de dos calles de la ciudad conmemoran los hechos, la calle Victoria y la calle Reconquista, además existe un monumento a los héroes de la Reconquista, el cual fue inaugurado en la plaza de España en 1947 y, más tarde, trasladado a la plaza de la Independencia.

Todos los años en el Casco Viejo de Vigo se celebra la Fiesta de la Reconquista, festivo local no laborable, con representaciones y otras actividades en la calle, música popular, puestos de comida y artesanía a modo de feria.

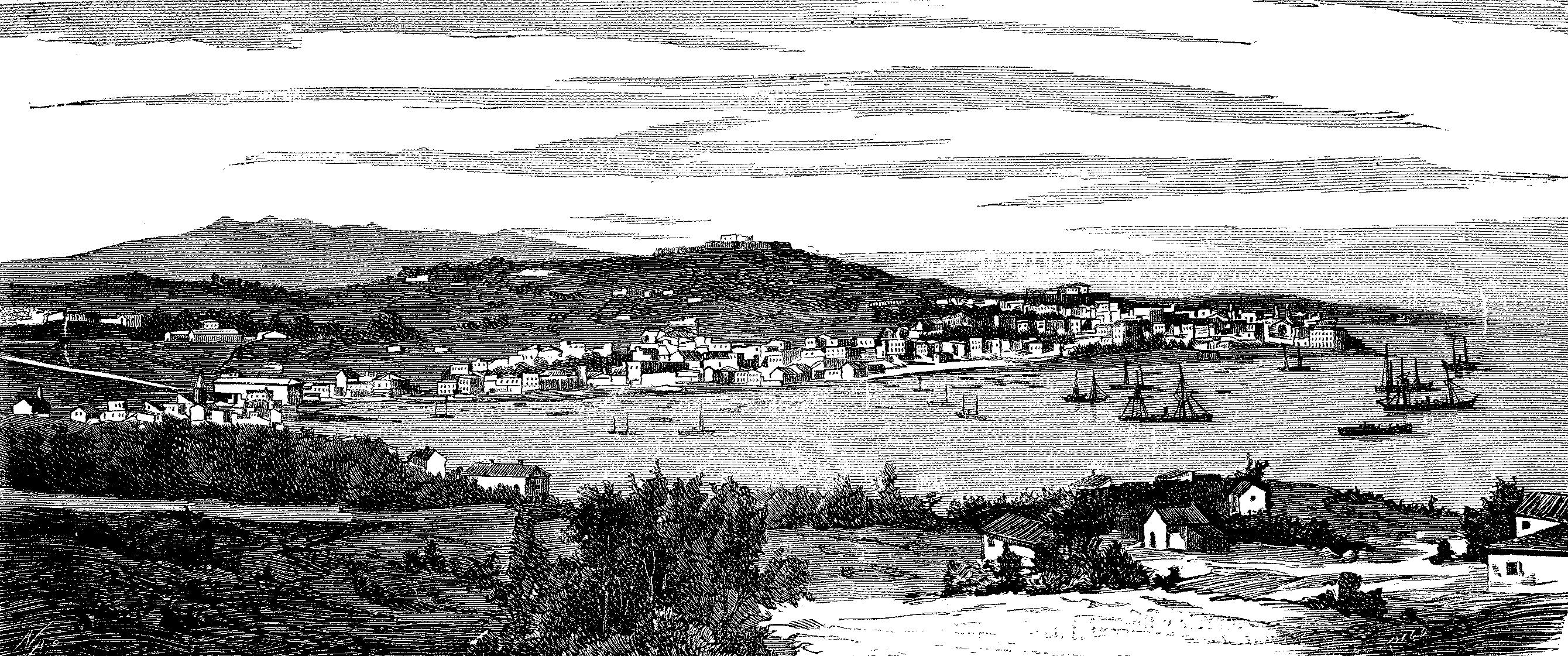
1877. A finales del Vigo contaba con 15 000 habitantes

En 1833 se acondiciona el camino real que lleva a Madrid, conocido como carretera de Castilla o de Vilacastín. Un año después terminaron las obras de construcción de la Colegiata de Vigo por Melchor de Prado, puesto que el antiguo templo había sido destruido en uno de los numerosos saqueos que sufrió la villa. A mediados de siglo se creó una sucursal del Banco de España y un nuevo fondeadero de piedra.
La segunda mitad del siglo XIX fue un período de continuo crecimiento de la ciudad, propiciado, entre otras cosas, por el incremento de las relaciones con América. Desde 1855 
Se establecieron servicios de comunicación marítimos periódicos con La Habana, Buenos Aires y Puerto Rico. Una década después comenzó la construcción del ferrocarril y las obras de relleno de la ría para ampliar las instalaciones portuarias. Para facilitar la ciudad su expansión y no quedar encogida intramuros, sus regidores decidieron por acuerdo municipal el derrumbe de la histórica muralla en 1869, por lo que aguantó en pie 204 años. La línea ferroviaria Orense-Vigo se inauguró en 1881.

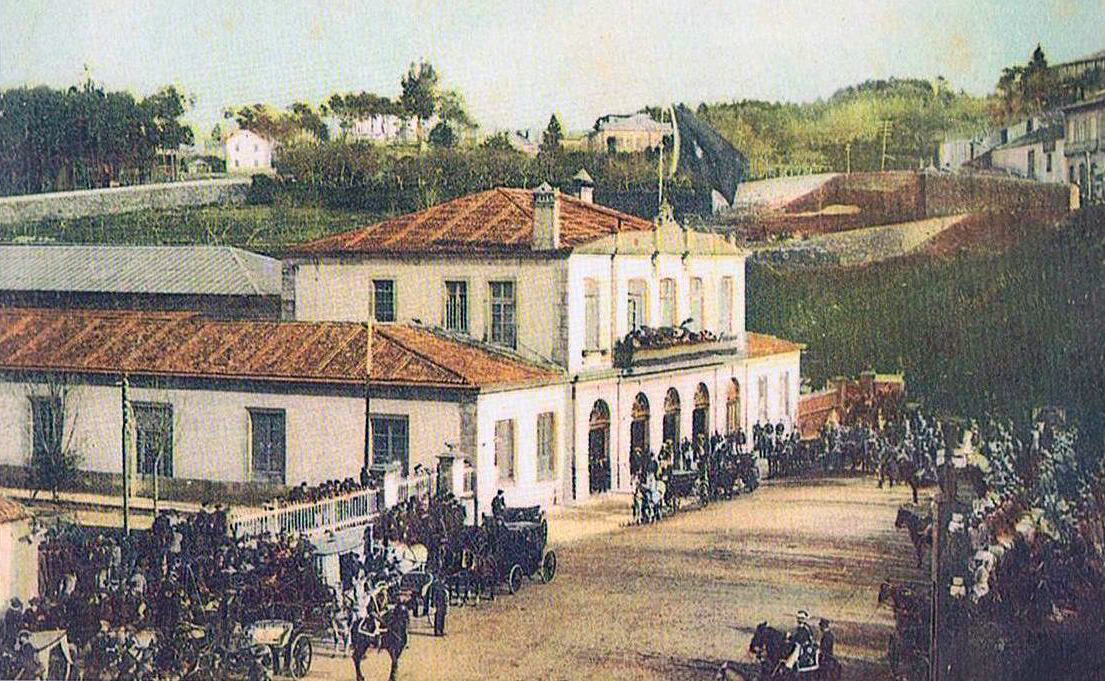
La estación de tren se remató en 1878.

Durante este siglo continuaron abriéndose en la ciudad fábricas de salazón y de derivados de productos marinos, lo que provocó el crecimiento de la población asalariada y también de una burguesía financiera. Vigo extendió extramuros con la apertura de nuevas calles y la construcción de nuevos edificios de piedra. En 1880 se creó la Caja de Ahorros de Vigo y un año después se constituye la Junta de Obras del Puerto. A finales de siglo, la ciudad contaba con unos 15 000 habitantes.

## sigloXX
Este siglo marcó una etapa de asombroso despegue económico. A comienzos de siglo, la burguesía liberal viguesa tomo en sus manos los mecanismos de poder económico e político. Se instalaron nuevas industrias, al mismo tiempo que se mejoraban las comunicaciones y se crean nuevos planes para ensanchar la ciudad. En poco más de diez años se duplicó la población (en 1910 ya se llegará a los 30 000 habitantes). A medida que avanzaba el siglo Vigo absorbió los ayuntamientos limítrofes de Bouzas (1904) y Lavadores (1940).
El primer tercio del siglo XX el puerto de Vigo quedó asociado con la imagen de miles de gallegos que se embarcaron rumbo a América. La emigración fue motivada en gran parte por la crisis económica que sufrían muchas familias, y el puerto de Vigo fue uno de los principales puntos de partida de este flujo migratorio. Otro símbolo de la época es el tranvía, que comenzó a funcionar en 1914. La ciudad durante esta época tuvo intensa actividad social. Aparecieron numerosos periódicos y semanarios, asociaciones y organizaciones de carácter político y sindical. Todo este dinamismo social quedó neutralizado con el comienzo de la Guerra Civil Española (1936-1939). Entre las víctimas de la guerra y la represión que continuó se encontraba el alcalde Emilio Martínez Garrido, fusilado el 27 de agosto de 1936.
En la Guerra Civil Vigo se resistió inicialmente al golpe de Estado franquista en la batalla de Vigo durante un periodo de 10 días, que abarcó del 18 de julio al 28 de julio de 1936. En Lavadores existió una resistencia todavía mayor al golpe militar. Perdida la lucha, la ciudad sufrió una dura represión entre cuyas víctimas se encontraban el alcalde Emilio Martínez Garrido, que fue fusilado, numerosos intelectuales, artistas, sindicalistas o políticos de izquierda como los diputados Antonio Bilbatúa, Enrique Heraclio Botana o Ignacio Seoane.

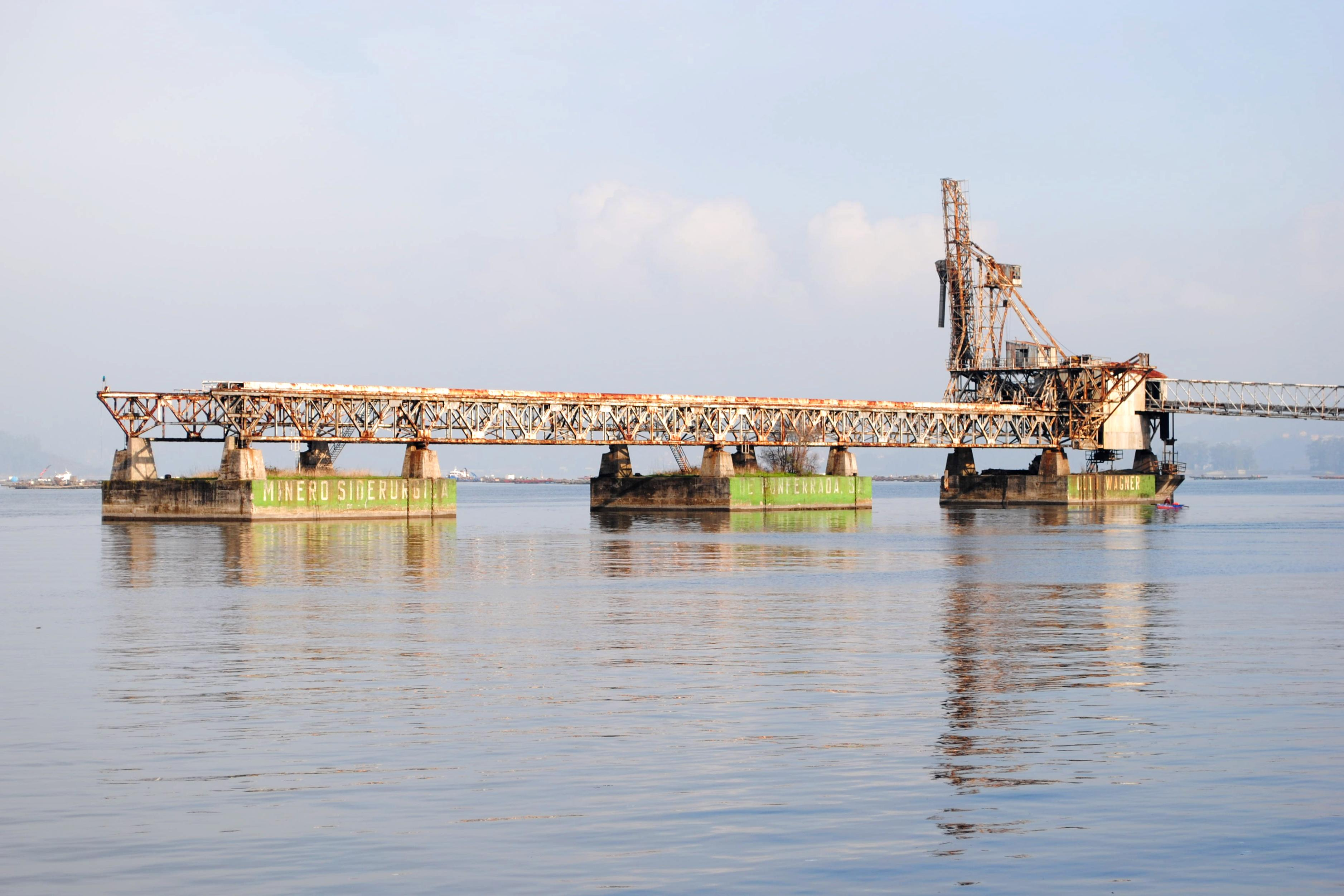
Desde el antiguo cargadero de Rande salía wolframio para la Alemania nazi durante la Segunda Guerra Mundial.

A finales de la década de 1930 y principios de la década de 1940, pese a la neutralidad de España en la Segunda Guerra Mundial, las buenas relaciones del régimen franquista con el Tercer Reich, permitieron que él puerto de Vigo sirviera como base de avituallamiento de combustible y alimentos para numerosos buques mercantes, buques petroleros y submarinos de la Kriegsmarine. Además en la zona de Rande, diversos buques mercantes fondearon para realizar cargas de Wolframio. Durante esa época, el Colegio Alemán, situado en la actual calle Pi y Margall, fue utilizado como lugar de descanso y tránsito de militares, espías y tripulaciones de buques. Como consecuencia de las actividades alemanas en la ciudad y su ría, el 11 de julio de 1943, el transatlántico inglés SS Duquesa de York es atacado por la aviación alemana y es hundido al día siguiente por la Royal Navy para evitar atraer submarinos alemanes, en el incidente fallecieron 27 personas, cabe destacar que recientemente se han descubierto en el sur de las Islas Cíes los restos de un submarino de la Kriegsmarine debido a la fuerte presencia nazi en la ciudad y en su ría.

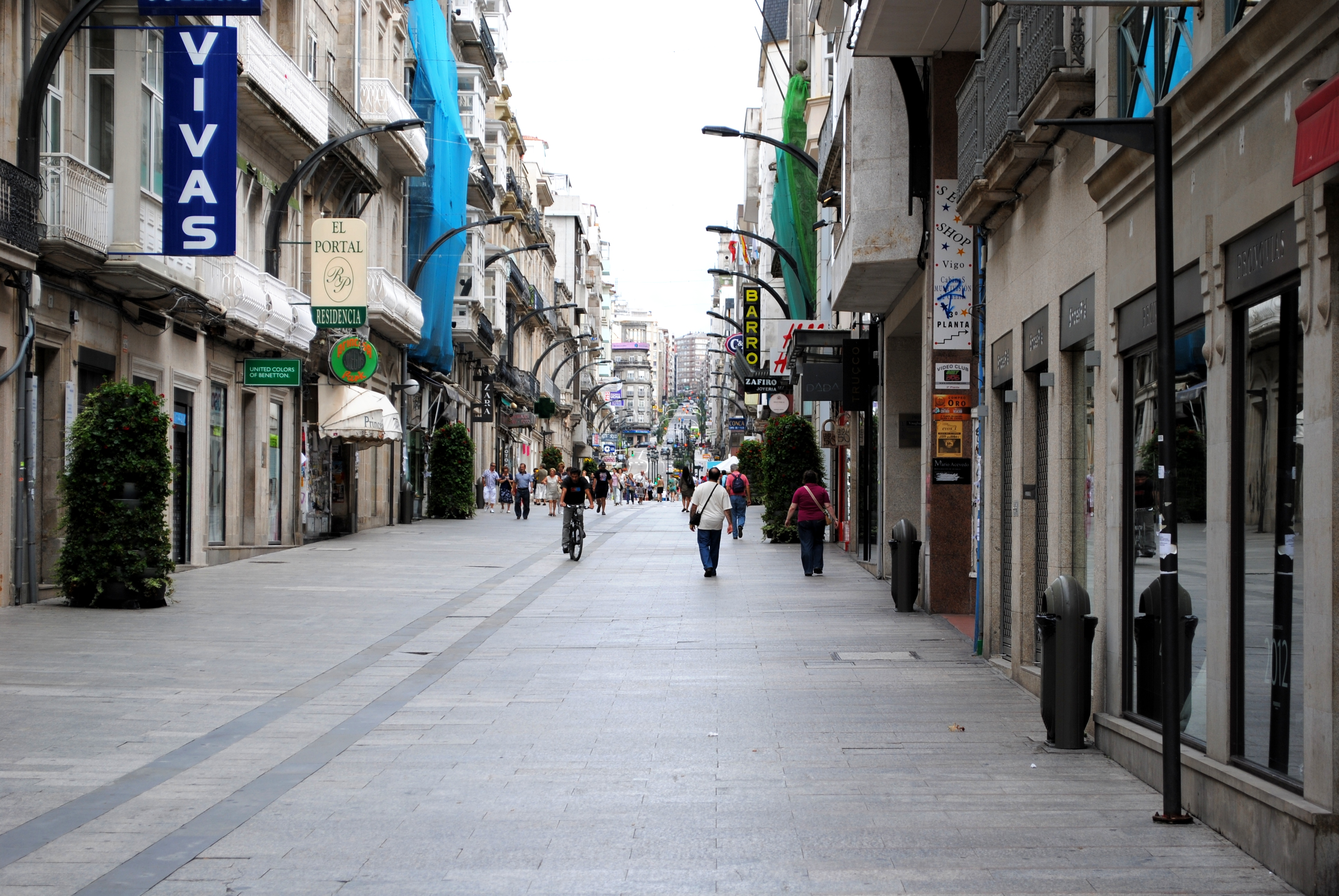
Calle del Príncipe.

En las décadas de 1960 y 1970 Vigo sufrió un crecimiento urbano acelerado y a veces desordenado, motivado por el desenvolvimiento industrial. La oferta laboral atrajo numerosa inmigración de las zonas rurales de Galicia, especialmente de la provincia de Orense, que arraigaron en barrios tan populares hoy como Teis, Coia y en el Calvario.

El impacto producido por las sucesivas crisis del petróleo a partir de la década de 1970 golpeo con fuerza la ciudad entre 1975 y 1985, aumentando los conflictos sociales y destruyendo una parte del tejido industrial tradicional, vinculado con el mar. Desde finales de la década de 1980, se observa cierta recuperación económica, que afianzo a la comarca como una moderna e importante zona industrializada y de servicios, tendencia que se prolonga hasta la actualidad.

Fotografías de inicios del SXX de la ciudad de Vigo
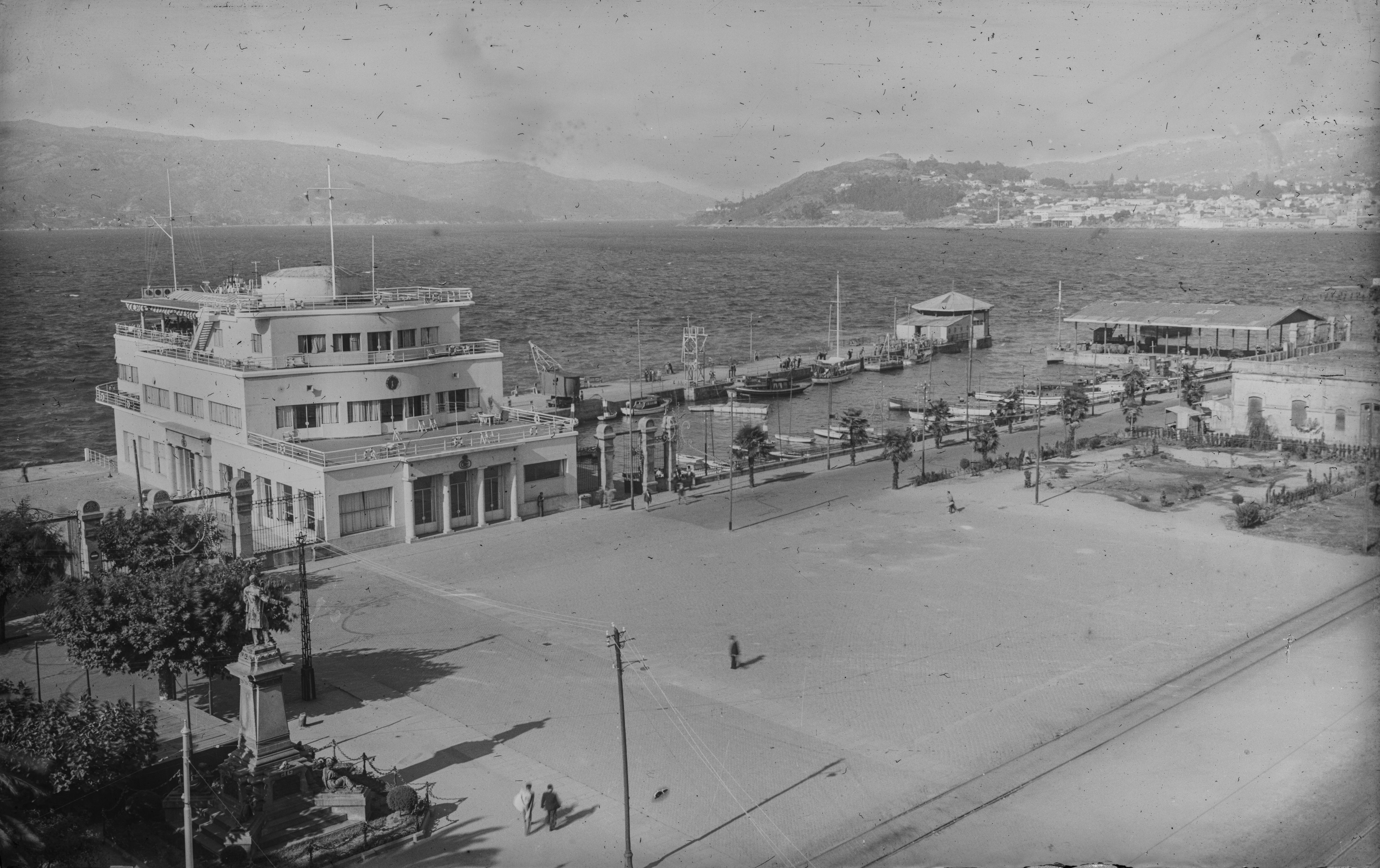
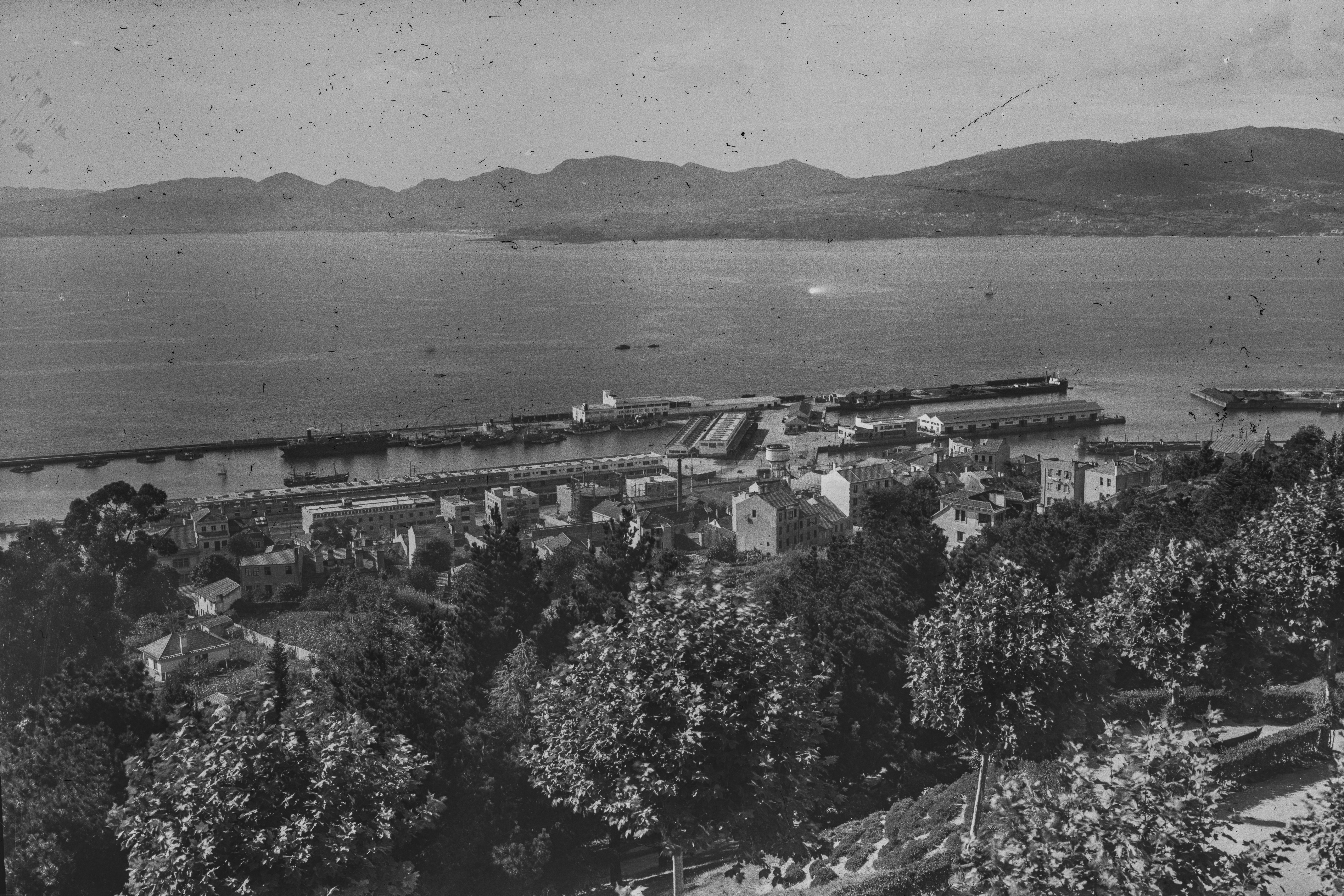
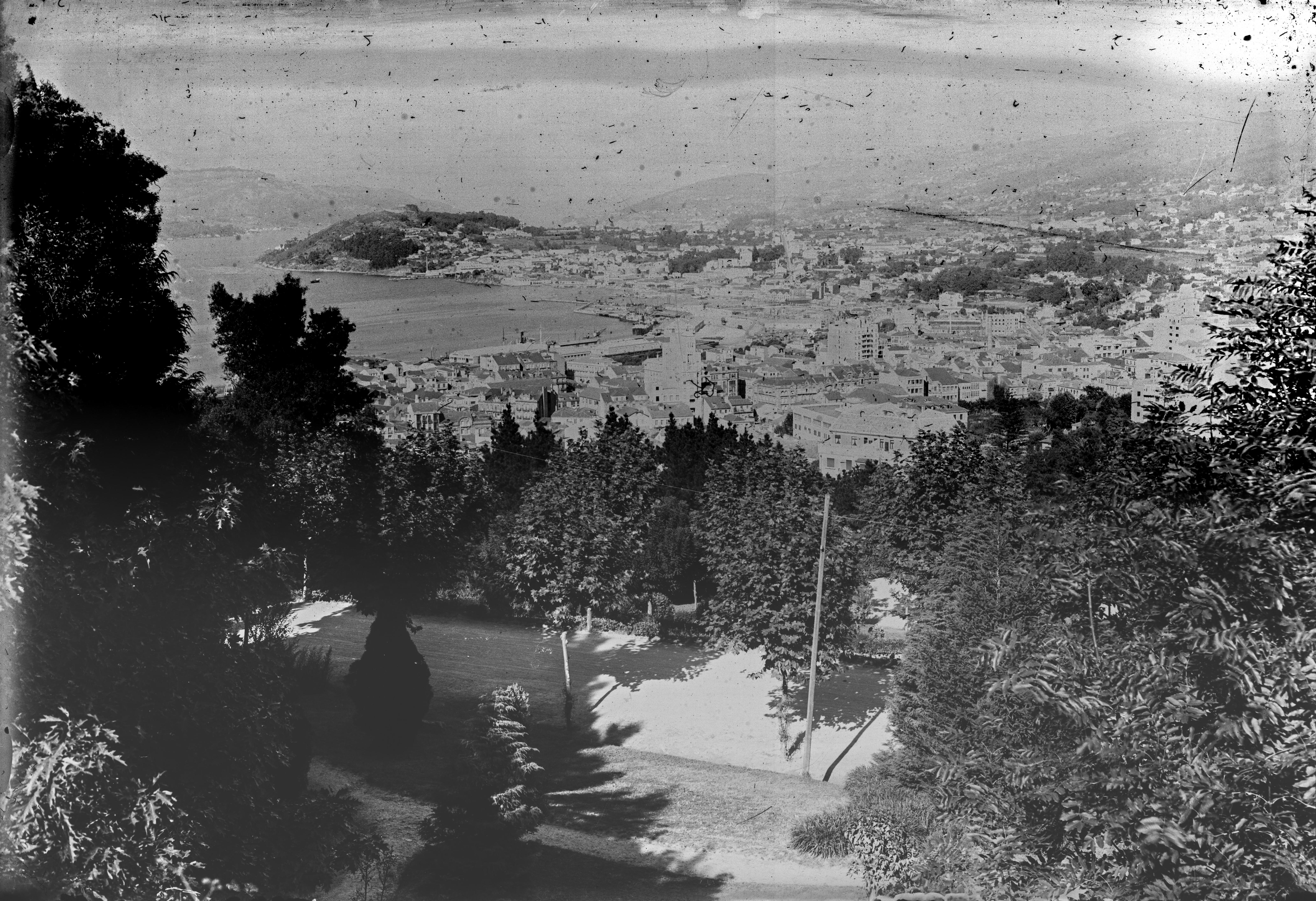
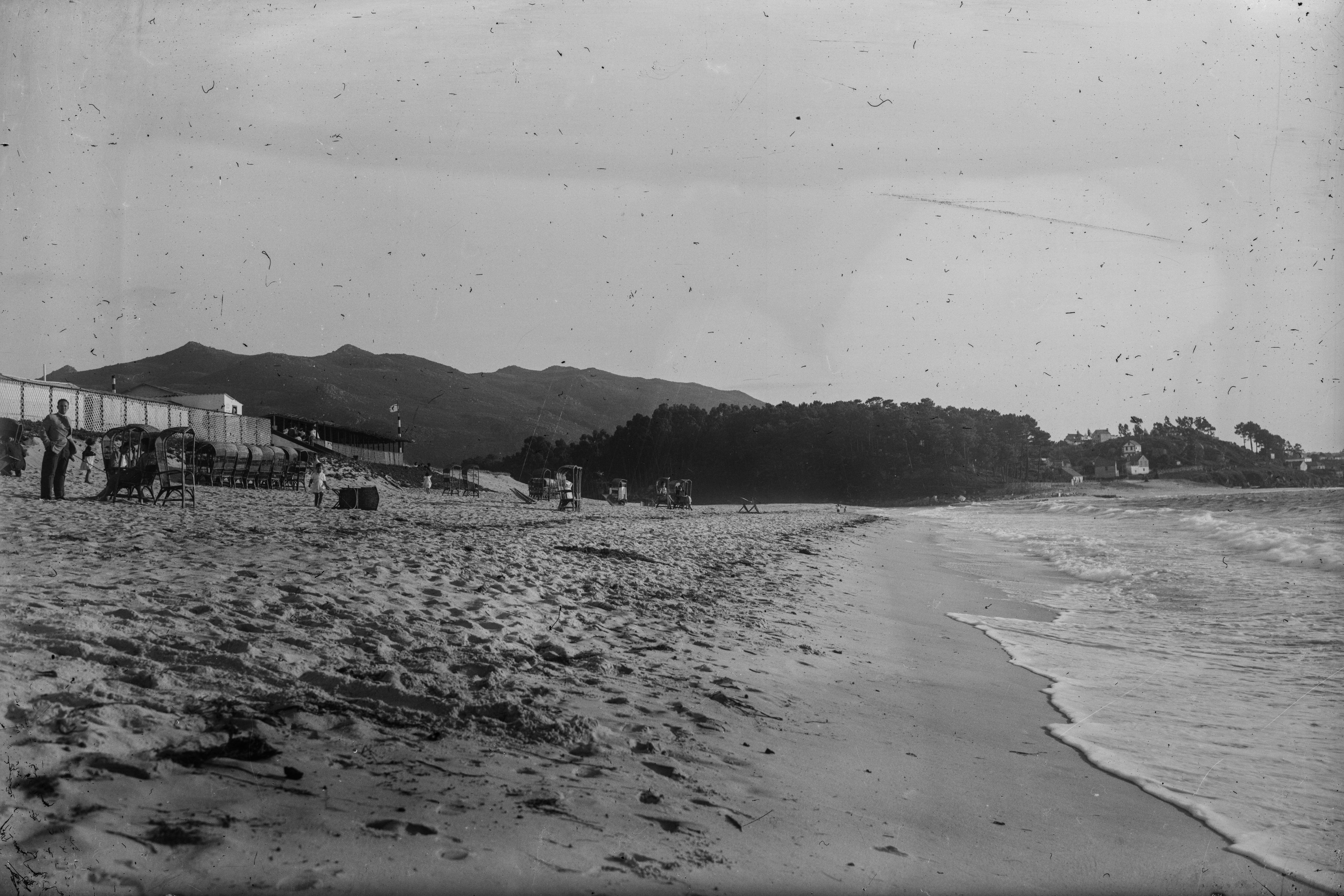
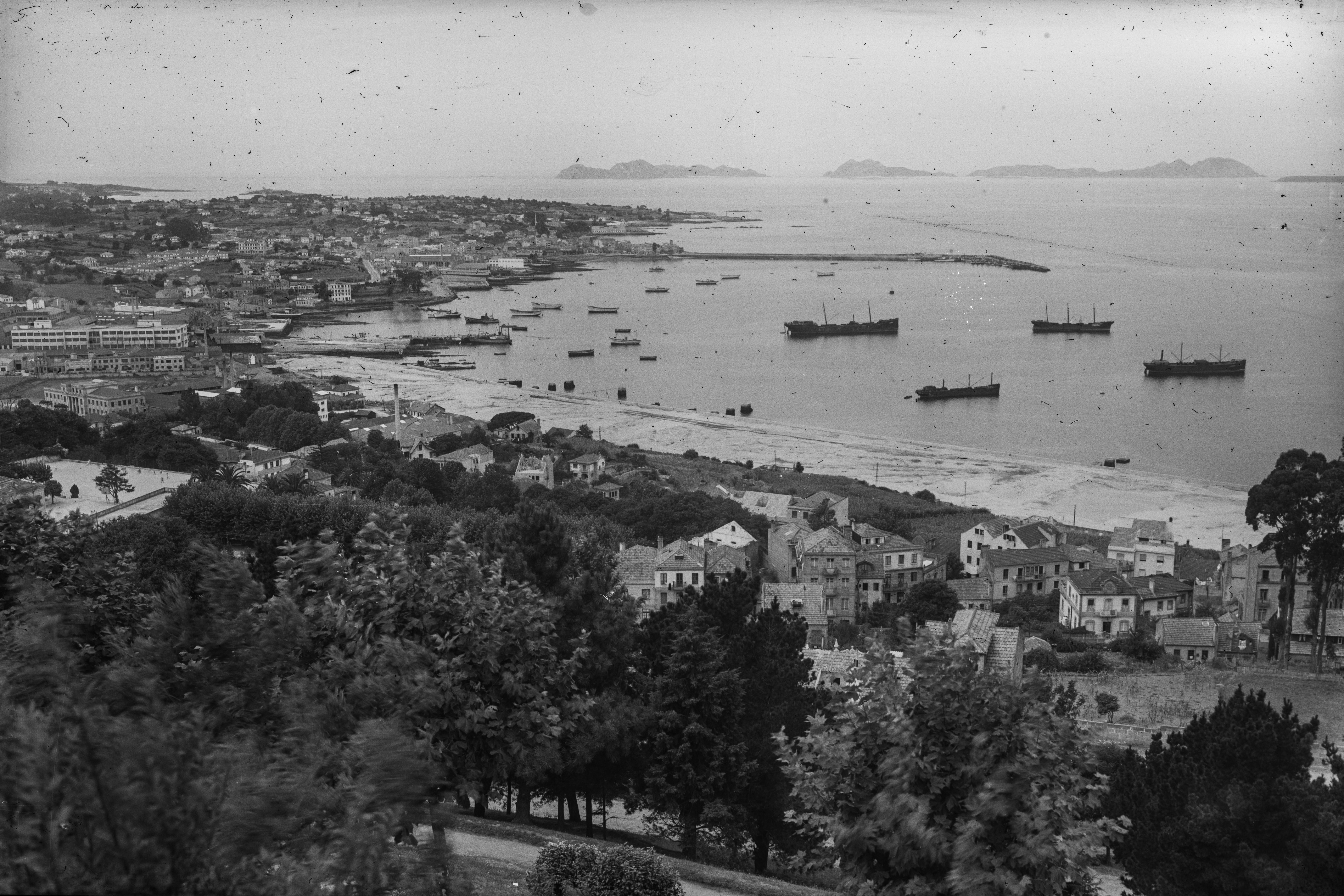